# بيل براندت
بيل براندت (بالإنجليزية: Bill Brandt)‏ هو لاعب كرة قاعدة أمريكي، ولد في 21 مارس 1915 في أورورا في الولايات المتحدة، وتوفي في 16 مايو 1968 في فورت واين في الولايات المتحدة.

## وصلات خارجية
- بيل براندت على موقع دوري كرة القاعدة الرئيسي (الإنجليزية)
- بيل براندت على موقعبيزبول رفرنس.كوم (الدوري الرئيسي) (الإنجليزية)
- بيل براندت على موقعبيزبول رفرنس.كوم (الدوري الثانوي) (الإنجليزية)